# Турн-и-Таксис
Турн-и-Та́ксис (нем. von Thurn und Taxis, фр. de la Tour et Tassis, итал. della Torre e Tasso) — аристократический род Священной Римской империи, который сыграл важную роль в становлении и развитии европейской почтовой службы. С 1615 года его представители были наследственными генерал-оберпочтмейстерами империи. Это самый богатый из бывших владетельных домов Европы: состояние главы рода оценивается в 1,5 миллиарда долларов США. Основной резиденцией князя на протяжении последних 250 лет служит дворец Санкт-Эммерам в Регенсбурге.

## Происхождение
Семейное предание, основанное на исторических фактах, что подтверждается соответствующими метриками и грамотами, производит род от миланских синьоров делла Toppe.
В свою очередь, дом делла Toppe основан графом Вальсассины и капитаном Милана Мартино Великим, который через различные породнившиеся линии Каролингов вел свое происхождение от основателя Империи франков Карла Великого.
Отцом Мартино Великого являлся Херипранд (Хермионе), известный также как Арипрандус Виконт (Ariprandus Vicecomes). От Херипранда происходят два известных итальянских аристократических рода — дом Висконти и дом делла Торре, основателями которых стали двое сыновей Херипранда — Оттоне (Оттон, Отто) Виконт (Otto Vicecomes filius Ariprandi) и Мартино делла Торре Великий (Martino della Torre Il Gigante). Херипранд являлся одним из сыновей Эда II де Блуа, графа Блуа, Шартра, Шатодена, Провена, Реймса и Тура из дома Блуа, и Ирменгарды Овернской, единственной дочери и наследницы бургундского графа Оверни Гильома IV, к имени которой (Ирменгарда) восходит второе имя Херипранда — Хермионе. Происхождение Мартино Великого от графов Оверни нашло свое отражение в его фамилии де-ла-Тур-д’Овернь (фр. De la Tour d’Auvergne), которую он унаследовал от своей бабки по отцовской линии Ирменгарды Овернской, получившей от своего отца в качестве владения город де-ла-Тур-д’Овернь, и от которой позднее стала использоваться только первая часть, в итальянском исполнении звучавшая как делла Торре.
Матерью Мартино Великого являлась одна из двух дочерей графа Тацио (Тасиуса) из Вальсассины.
В 1237—1277 годах и в 1302—1311 годах делла Торре владели Миланом.
Изгнанный из Милана Рожер (Роже) делла Торре, по преданию, поселился в области Бергамо и в качестве новой фамилии дель Тассо (del Tasso) (позднее де Тассис (de Tassis) или Таксис), стал использовать имя одного из своих предков графа Тацио (Тасиуса) из Вальсассины. Позднейшее предание объясняет его фамилию как производное от названия горы, у которой Рожер делла Торре поселился после своего изгнания из Милана и которая в честь него как производное от его новой фамилии дель Тассо стала называться Тассо (итальянский вариант) или Даксберг (немецкий вариант). Тассо (Tasso) по-итальянски и Дакс (Dachs) по-немецки означает «барсук», отсюда изображение этого животного на центральном щитке герба.
В 1650 году к фамилии была добавлена приставка Турн, что должно было указывать на франко-итальянское происхождение дома и нашло свое отображение в фамильном гербе, где появилось изображение башни, которая в итальянском языке звучит как Torre (нем. Thurm). Сам герб дома Турн-и-Таксис в его нынешнем виде, помимо гербов делла Торре (башня) и Таксисов (барсук), содержит также основной элемент фамильного герба Габсбургов (лев), указывая на принадлежность Турн-и-Таксисов также к Австрийскому императорскому дому Габсбургов через браки, заключенные:
- 1 мая 1727 года между принцессой Марией Августой Анной фон Турн-и-Таксис и герцогом Карлом I Александром Вюртембергским, который по своему отцу, имперскому фельдмаршалу — герцогу Фридриху Карлу фон Вюртемберскому (1652—1698), происходившему от великой княжны Литовской и королевы Польской Елизаветы фон Габсбург (1437—1505), принадлежал также к дому Габсбургов;
- 29 ноября 1753 года между их сыном принцем Фридрихом II Евгением Вюртембергским и принцессой Фридерикой Доротеей Софией Бранденбург-Шведтской, которая по своему отцу маркграфу Бранденбург-Шведтскому Фридриху Вильгельму, происходившему от эрцгерцогини Марии Австрийской, принадлежала также к дому Габсбургов.

Помимо австрийского императорского дома Габсбургов дом Турн-и-Таксисов состоит в кровном родстве также со многими другими семействами европейской высшей аристократии, включая русский императорский дом Романовых. Начиная с императора Александра I Павловича (1777—1825), матерью которого являлась София Мария Доротея Августа Луиза Вюртембергская (в православии — Мария Фёдоровна) (1759—1828), внучка (по линии отца) Марии Августы Анны фон Турн-и-Таксис (1706—1756) и вторая супруга (с 6 сентября 1776 г.) императора Павла I Петровича (1754—1801), все русские императоры принадлежали также и к дому Турн-и-Таксисов.

## История рода
В 1490—1516 годах Франц фон Таксис (1459—1517) учредил первую регулярную почту между Веной и Брюсселем и в других городах Европы. Брат Франца фон Таксиса, Иоганн Баптист фон Таксис, играл, как испанский генерал, важную роль в Нидерландах. В 1595 году внук Франца фон Таксиса, Леонард (1522—1612), сделался главным заведующим государственной почтой.
В 1624 году Ламораль фон Таксис (1557—1624) приобрёл для своего дома, помимо должности, переходившей по наследству, достоинство имперского графа. Евгений Александр фон Таксис был возведён Леопольдом I в имперские князья.
Владения рода Таксис были сделаны в 1786 году имперскими графствами с правами княжеств и с голосом в совете князей Швабского округа. В вознаграждение за владения на левом берегу Рейна дом Турн-и-Таксис получил от Пруссии в 1819 году три округа в провинции Познани, возведённые в княжество Кротошин. Князь Иоганнес (1926—1990) был удачливым предпринимателем и довёл размер своего состояния до $2 млрд. В 1990 году родовые владения унаследовал его 8-летний сын Альберт.

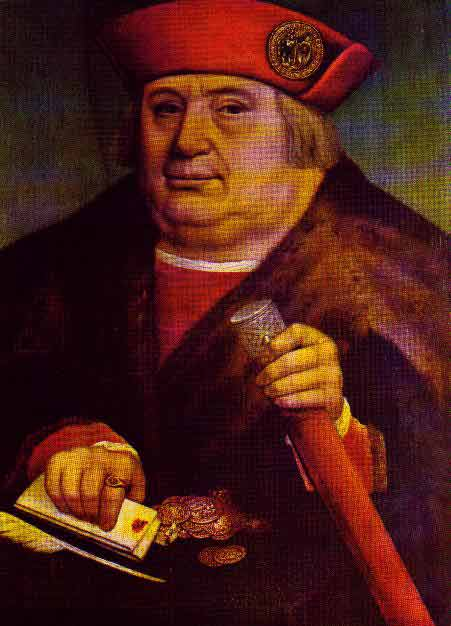
Франц фон Таксис
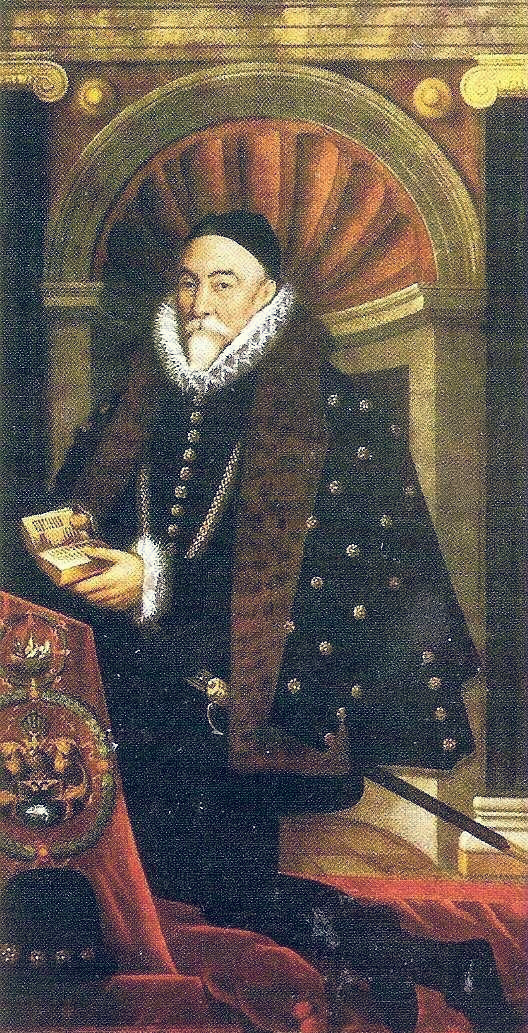
Леонард I фон Таксис (1612)
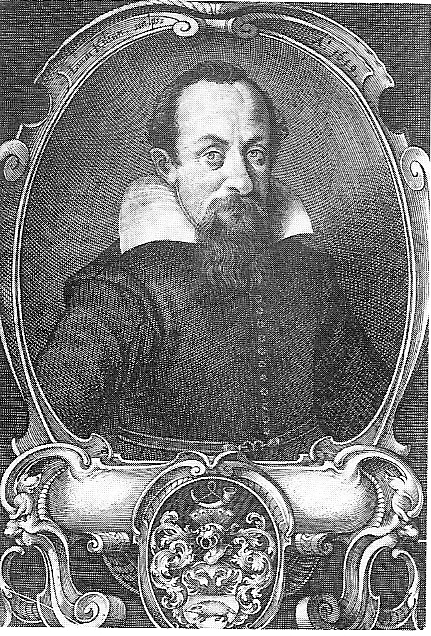
Ламораль I фон Таксис (1619)
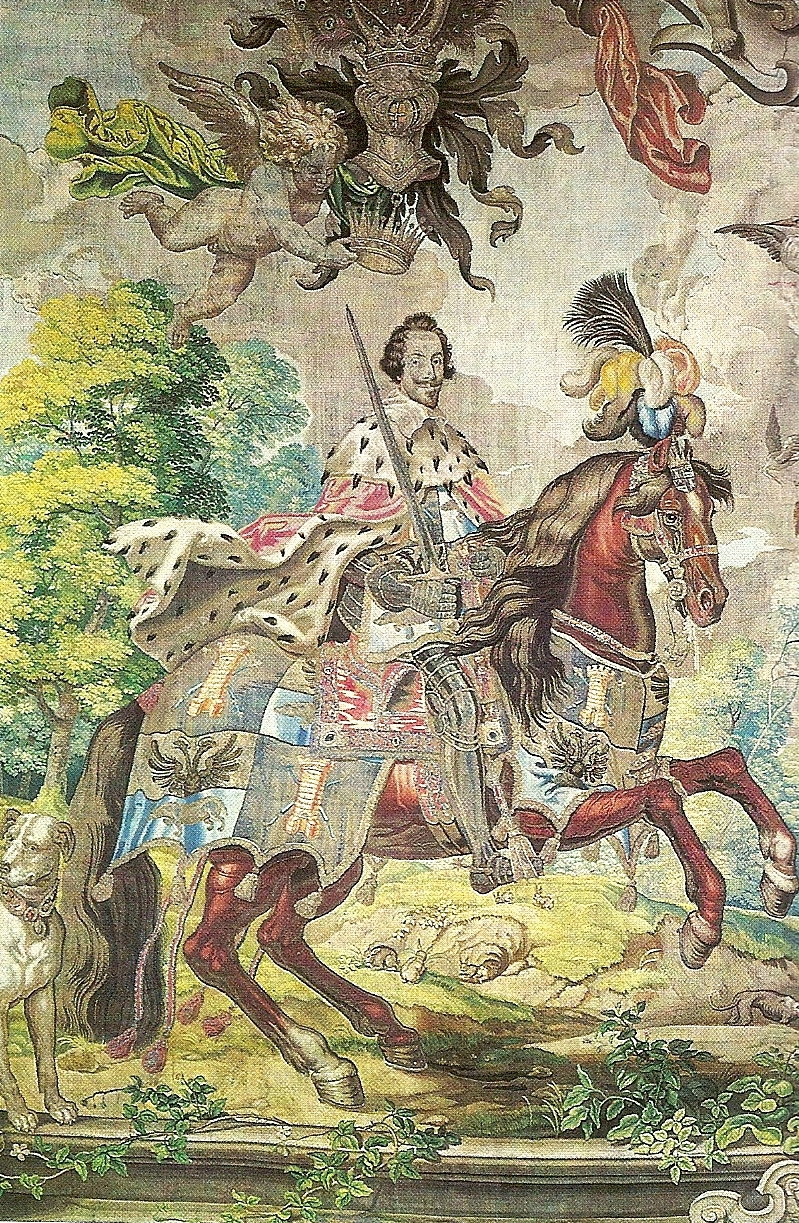
Леонард II фон Таксис (1646)
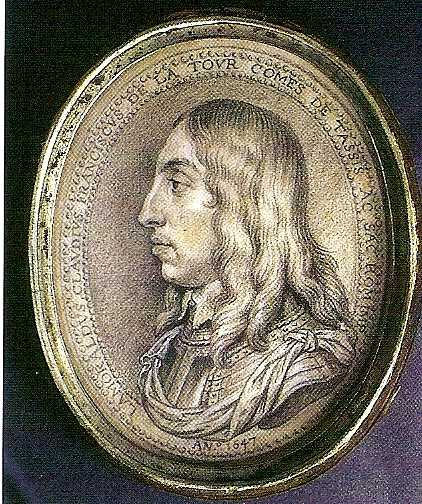
Ламораль Клавдий фон Таксис (1676)

## Почта Турн-и-Таксис
Представители дворянского семейства Турн-и-Таксис основали и владели европейским почтовым учреждением, просуществовавшим с 1490 по 1867 год.

## Князья Турн-и-Таксис

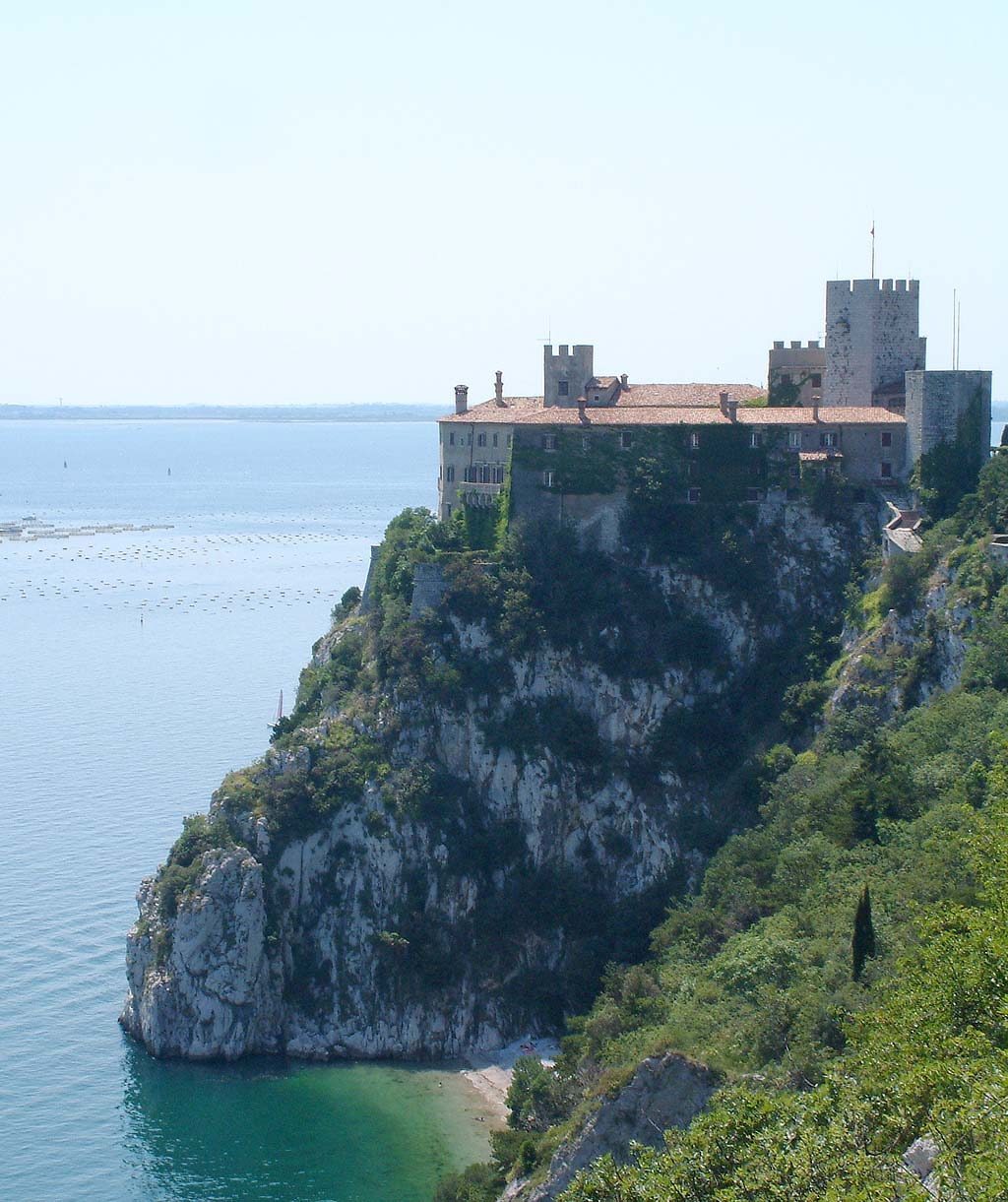
Дуинский замок — резиденция князя Турн-и-Таксиса на берегу Адриатики

С 1695 года, когда семейство Турн-и-Таксис было возведено в ранг имперских князей, титул князей носили следующие его представители:
1. 1695—1714: Евгений Александр (1652—1714)
2. 1714—1739: Ансельм Франц (1681—1739) — прадед российской императрицы Марии Фёдоровны (отец принцессы Марии Августы фон Турн-и-Таксис — жены Карла Александра, герцога Вюртембергского и матери Фридриха (II) Евгения, герцога Вюртембергского)
3. 1739—1773: Александр Фердинанд (1704—1773)
4. 1773—1805: Карл Ансельм (1733—1805)
5. 1805—1827: Карл Александр (1770—1827)
6. 1827—1871: Максимилиан Карл (1802—1871)
7. 1871—1885: Максимилиан Мария (1862—1885)
8. 1885—1952: Альберт I (1867—1952)
9. 1952—1971: Франц Иосиф (1893—1971)
10. 1971—1982: Карл Август (1898—1982)
11. 1982—1990: Иоганнес (1926—1990)
12. с 1990: Альберт II (род. 1983)

### Морганатические ветви
От сыновей князя Александра Фердинанда происходят ветви семьи, не носящие фамилию Турн-и-Таксис:
- герры фон Трайн (Herr von Train), происходящие от второго (морганатического) брака князя Карла Анзельма с Элизабет Хильдебранд, пожалованной 29 июля 1788 года титулом «Фрау фон Трайн» (Frau von Train);
- бароны фон Тросков (Freiherr von Troskow), происходящие от Рудольфа — внука принца Максимилиана Йозефа (1769—1831) — и признанные в баронском достоинстве Российской империи.